# Qu'est-ce que la dame a oublié ?
Pour plus de détails, voir Fiche technique et Distribution.
Qu'est-ce que la dame a oublié ? (淑女は何を忘れたか, Shukujo wa nani o wasureta ka) est un film japonais réalisé par Yasujirō Ozu, sorti en 1937.

## Synopsis
Un riche professeur en médecine, Koniya, et sa femme autoritaire, Tokiko, doivent s'occuper de Setsuko, leur nièce pleine d'entrain venant d'Osaka. Setsuko est une femme libérée qui fait ce qu'elle veut, fume même, bien qu'étant encore mineure. Un samedi, Koniya n'a pas trop envie d'aller à son match de golf du week-end, mais sa femme lui prépare quand même ses affaires. Il part, mais laisse ensuite son sac à l'appartement d'un de ses étudiants (Okada) et va au bar avec un ami. Setsuko le suit jusque-là et insiste pour qu'il l'amène à une maison de geisha. Comme elle est rapidement éméchée, Koniya appelle Okada et lui demande de ramener Setsuko à la maison, pendant qu'il dort chez celui-ci. Sa femme commence à se méfier de Setsuko, quand Okada la raccompagne, et de son mari, quand elle découvre qu'il n'est pas allé jouer au golf.

## Fiche technique

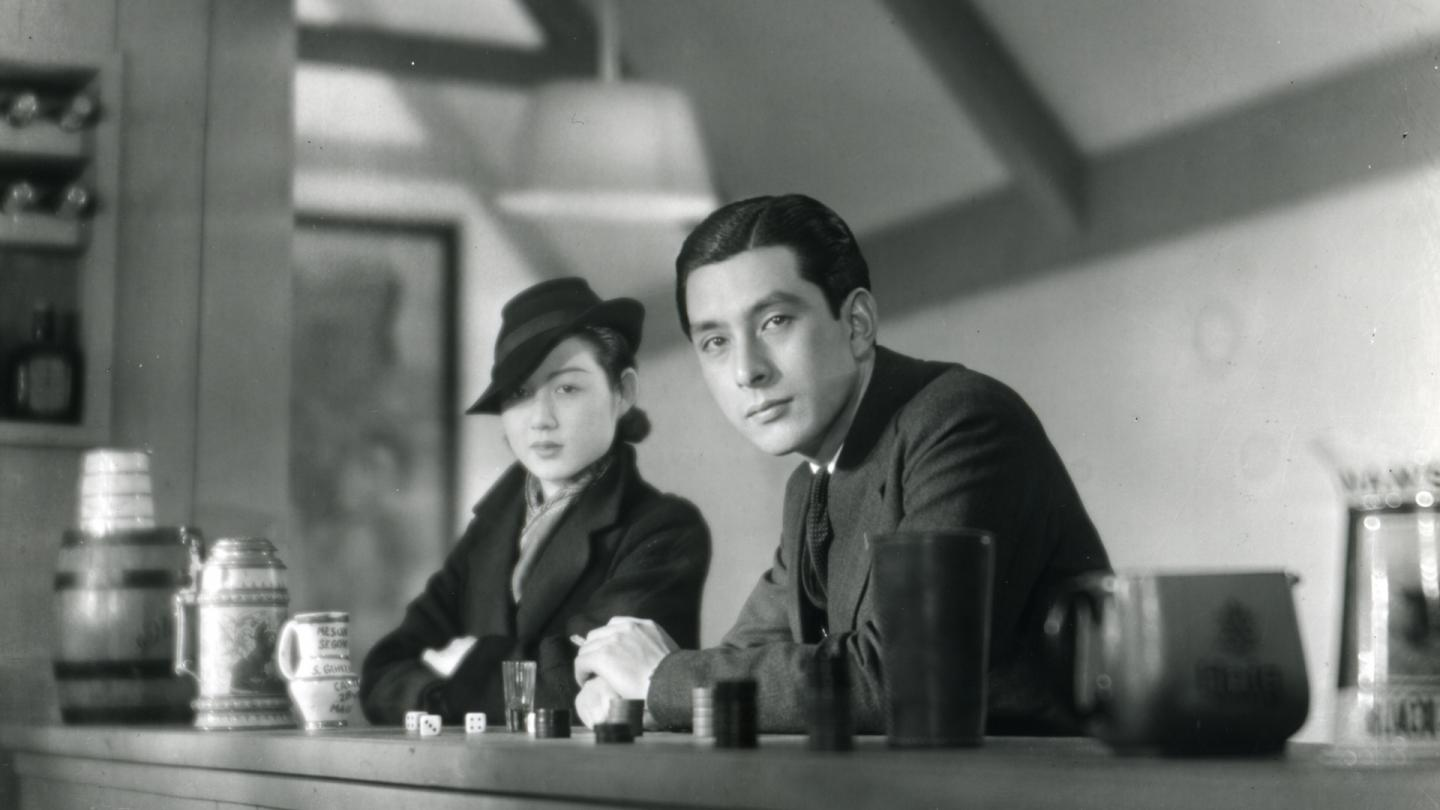
Scène du film avec Michiko Kuwano et Shūji Sano.

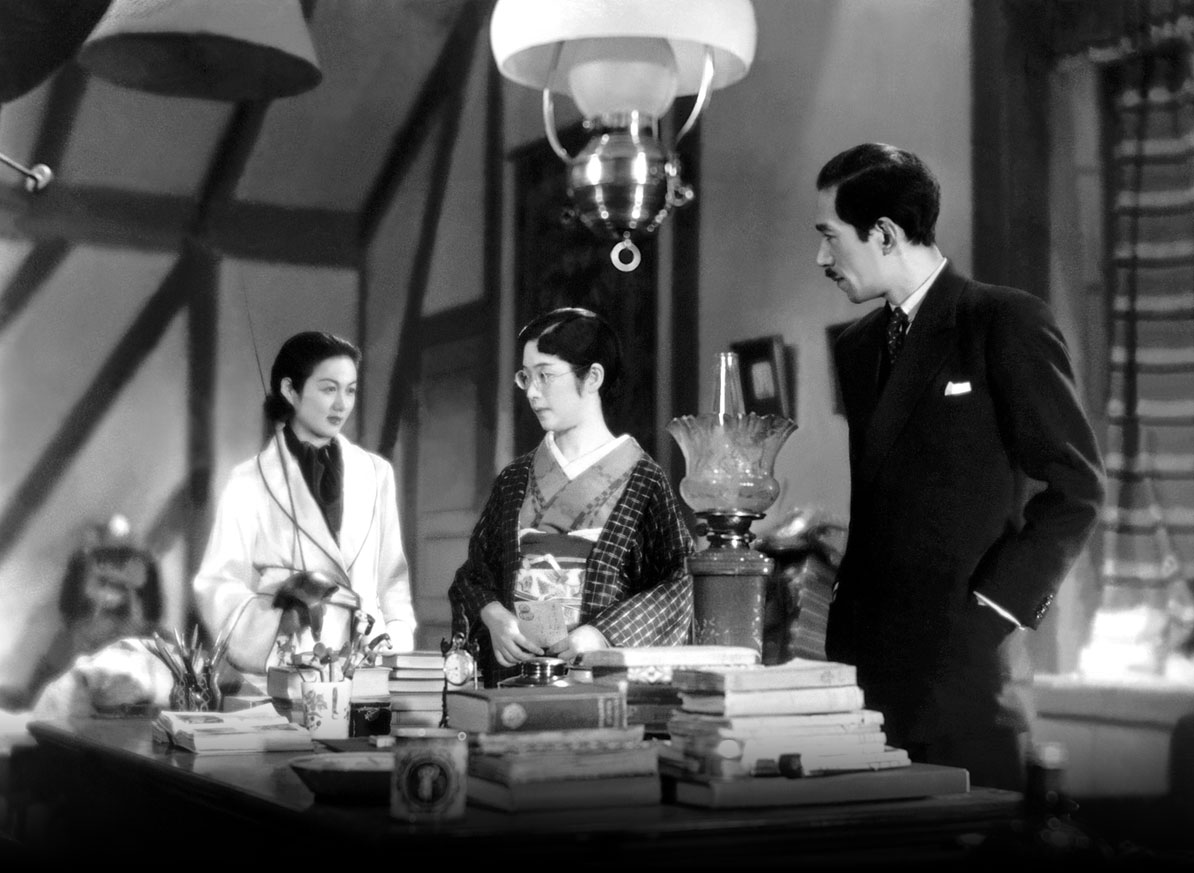
Scène du film avec Michiko Kuwano, Sumiko Kurishima et Tatsuo Saitō.

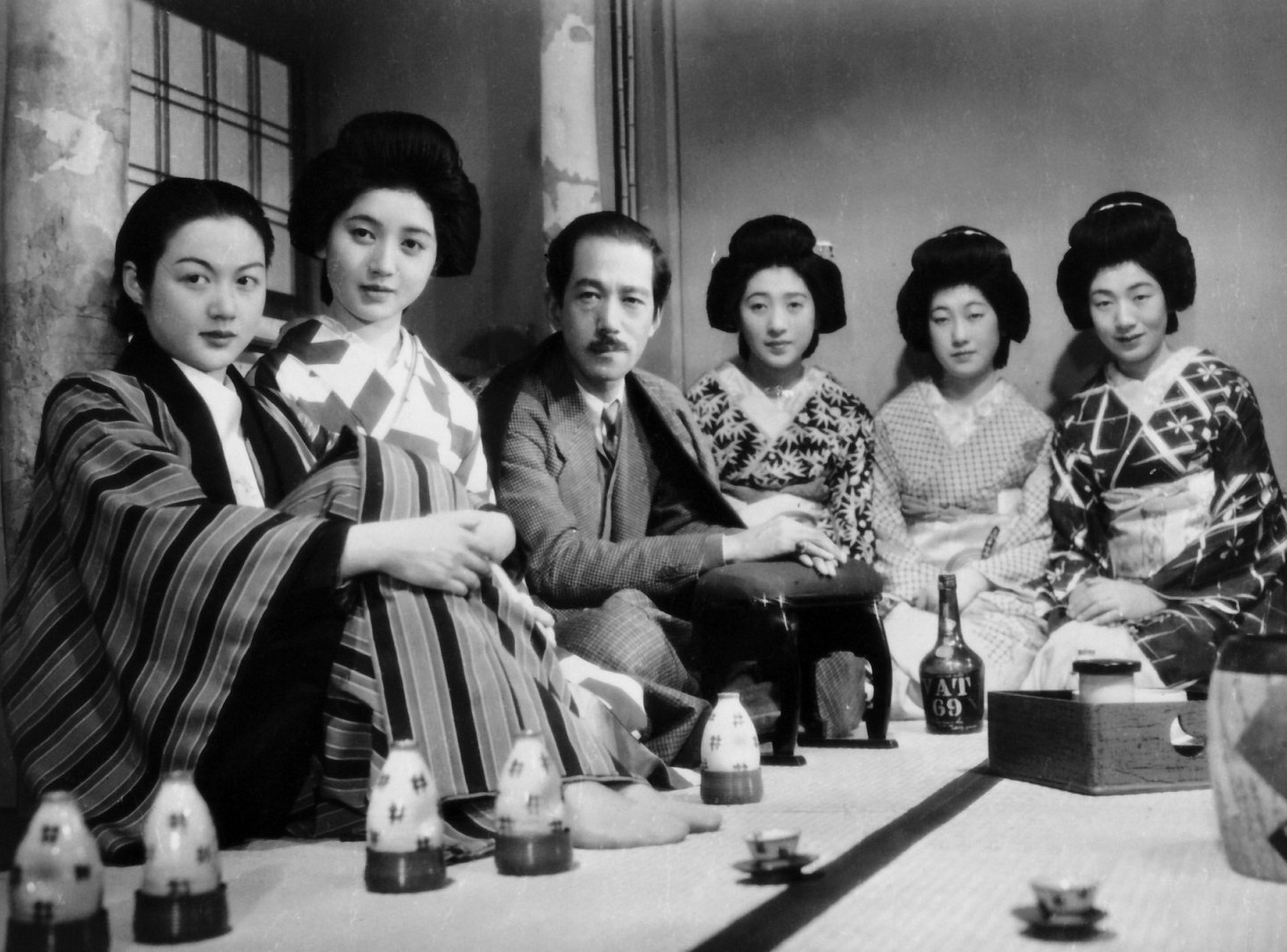
Scène du film avec Michiko Kuwano (à gauche) et Tatsuo Saitō.

- Titre : Qu'est-ce que la dame a oublié ?
- Titre original : 淑女は何を忘れたか (Shukujo wa nani o wasureta ka?)
- Titre anglais : What Did the Lady Forget?
- Réalisation : Yasujirō Ozu
- Scénario : Akira Fushimi et Yasujirō Ozu (crédité sous le nom de James Maki)
- Production : Shōchiku
- Musique : Senji Itō
- Photographie : Yūharu Atsuta et Hideo Shigehara
- Montage : Kenkichi Hara
- Costumes : Taizō Saitō
- Pays d'origine : Empire du Japon
- Langue originale : japonais
- Format : noir et blanc - 1,37:1 - son mono - 35 mm
- Genre : comédie dramatique
- Durée : 72 minutes[1] (métrage : 8 bobines - 2 051 m[2])
- Date de sortie : 
  - Empire du Japon : 3 mars 1937[2]

## Distribution
- Sumiko Kurishima : Tokiko
- Tatsuo Saitō : Komiya, son mari
- Michiko Kuwano : Setsuko, leur nièce
- Shūji Sano : Okada, l'étudiant de Komiya
- Takeshi Sakamoto : Sugiyama
- Chōko Iida : Chiyoko Sugiyama, sa femme
- Mitsuko Yoshikawa : Mitsuko
- Masao Hayama : Fujio, son fils
- Tomio Aoki : Tomio, l'ami de Fujio
- Ken Uehara : lui-même, la star du cinéma